# Мерцалов, Пётр Васильевич
Пётр Васильевич Мерцалов (1825—1893) — российский математик, педагог, инспектор Пензенской гимназии, первый директор Саратовского Александро-Мариинского реального училища, действительный статский советник (с 26.12.1877 г.)

## Биография
Пётр Васильевич Мерцалов родился в г. Пензе в семье профессора Пензенской духовной семинарии В.М. Мерцалова (1796 — 1873) и его жены Анастасии Николаевны Мерцаловой (1801 — 1886). 
Окончил курс наук в Императорском Казанском университете со степенью кандидата наук. В службу вступил в 1848 году в Симбирскую гимназию на должность старшего учителя математики. В 1853 по собственному прошению был переведён в Пензенскую гимназию на аналогичную должность, в 1871 был утверждён в той же гимназии инспектором классов. В 1864 был произведён в статские советники, а в 1877 – уже будучи директором Саратовского реального училища — получил титул действительного статского советника. 
Осенью 1873 года Саратовское реальное училище начало работать в составе 4-х классов, в которых занималось 123 человека. Детей дворян и чиновников было 40 человек, духовного звания - 3, городских сословий - 26, сельского сословия - 47, иностранцев - 7. По вероисповеданию учащиеся делились на православных (58 человек), римско-католической веры (5 человек), лютеран (59 человек). Плата за обучение в 1873 году устанавливалась в 25 рублей в год с каждого ученика.
При открытии Саратовского реального училища, приказом управляющего Министерством народного просвещения, товарищем министра от 25 августа 1873, П.В. Мерцалов был утверждён его первым директором с 21 июля 1873 г. Известен "оклад жалования" первого директора Саратовского реального училища, равный 2100 рублям в год, что позволяло считать П.В. Мерцалова очень состоятельным человеком, которому была положена дополнительно казенная квартира при училище. 
В 1876 г. инспектор Казанского учебного округа А.В. Тимофеев отмечал:

"... Директор Мерцалов с отличным усердием относится к исполнению обязанностей своих, и заботы его о благосостоянии вверенного ему училища заслуживают полного одобрения.
За годы своей работы директор постоянно предпринимал меры по улучшению условий работы училища. Благодаря его ходатайствам и прошениям власти города дважды за годы директорства Мерцалова предоставляли училищу новые помещения. По воспомининиям преподавателя реального училища А.В. Кролюницкого:

"... Это был в самом лучшем смысле слова идеалист пятидесятых годов. Деятельность Петра Васильевича Мерцалова отразилась благотворно не только в сердцах и умах учеников…, как в самом преобразовании реального училища из его первоначального состояния в его настоящее положение, в котором оно и могло только приносить пользу населению Саратова и губернии; в снабжении и устройстве для реального училища тех кабинетов, которые заключали в себе пособия, необходимые при преподавании. В этом последнем отношении едва ли какое провинциальное реальное училище устроено было так хорошо.
8 марта 1883 года при Саратовском реальном училище учреждена стипендия имени директора училища — Петра Васильевича Мерцалова, — на проценты с капитала в 2400 рублей, пожертвованного преподавателями училища и некоторыми посторонними лицами, Положение о которой было утверждено Министерством народного просвещения. Указанную стипендию выплачивали вплоть до 1917 года одному из беднейших учеников училища, оказывающему при одобрительном поведении хорошие успехи в учебе. 
В должности директора П.В. Мерцалов находился 11 лет — до 1884 года, выработав к этому времени основной 30-летний и дополнительный 5-летний стаж, получивший самый высокий возможный на его должности титул и солидную пенсию. 
Скончался в г. Саратове в 1893 году, где и был похоронен на кладбище Саратовского Спасо-Преображенского монастыря.

## Семья[11]
- Отец — Василий Михайлович Мерцалов (1796, с. Ивицы Белевского уезда Тульской губернии — 28 января 1873, г. Пенза), педагог, ректор Пензенских уездного и приходского училищ, профессор Пензенской духовной семинарии.
- Брат — Дмитрий Васильевич Мерцалов (1827—1894) — главный врач Балтийского флота, тайный советник; в 1894 году пожертвовал 32500 рублей на дело народного образования Пензенской губернии.
- Жена — Мария Романовна, в семье было две дочери – Юлия (1861 г. р. ) и Мария (1865 г. р.).

## Награды
- 1865 — Орден Св. Анны 3-й ст.[12]
- 1869 — Орден Св. Станислава 2-й ст.[13][12]
- 1872 — Императорская корона к ордену Св. Станислава 2-й ст.[14]
- ? — Орден Св. Станислава 3-й ст.
- 1874 — Орден Св. Анны 2-й ст.[15]
- ? — Орден Св. Владимира 4-й ст.
- 1882 — Орден Св. Владимира 3-й ст.[16][17]
- 1858 — Бронзовая медаль «В память войны 1853-1856» гг.[14]